# 邵子風
邵子風（Dean Siu，1979年6月11日—），原名邵耀華（Siu Yiu Wah），GagMode導師及LeeDeeLive創辦人，曾為歌手龍小菌、藝人楊詩敏及「拾音社」樂隊的經理人，曾經從事電影、廣告、電視劇及多媒體創作工作，當中包括導演、編劇、策劃、後期特技總監及演員，現時主要以網台工作為主，重點協助大公文匯陳金兒和何東家族翁靜晶，政治形象由香港民主派變為香港建制派。

## 簡介
邵子風出生於香港，祖籍福州。他在九龍土瓜灣成長，分別畢業於香港潮連同鄉會張祝珊紀念學校（1991年小六）以及五旬節中學（1996年中五）。現任演員、歌手、多媒體創作人、經紀人、香港立地娛樂CEO。

## 爭議
2024年3月，邵子風在Facebook設立群組，與其他網民一起聲討形象欠佳的民主派藝人阮民安，指控他詐騙相同派系者和娛樂圈裏與政治無關者。
2025年4月，邵子風在Youtube被爆出大量在香港非法售買MDMA(俗稱搖頭丸)的片段，其中包括在影片上, 聲稱有580以上的客戶, 在香港接受佢既MDMA治療, 成功治好.234
2025年5月, youtuber紙上流年, 根據網台《笑。殯。周》公開的一段絕密 WhatsApp 對話紀錄，「下線」共犯向邵子風匯報情緒病人查詢 MDMA 療程的細節，表面一副熱心助人的樣子，私底下卻嘲笑對方連「M」是搖頭丸都不知道。無牌行醫已經夠無恥，還要用含糊手法欺詐情緒病人！全無道德底線！5

## 事件

### 男女關係
邵子風曾經和蝦頭談戀愛，其間《東方新地》報導他疑似有外遇。

### 撿遺棄垃圾橫額
2013年2月21日晚上，邵子風在垃圾桶旁邊撿垃圾，無意中撿到兩塊被遺棄的「香港青年關愛協會」橫額，他處理該垃圾的情景被拍成短片，並引來不少網民讚賞，及後在翌日上報。

### 陳靜退娛圈「抽水」事件
2013年8月9日，亦即是藝人陳靜宣布退出娛樂圈事件發生之後，邵子風在facebook就事件發表意見「抽水」，指出陳靜會「考慮退出再復出」，並寫了一句「考慮退出，可以做幾單；退出，可以做幾單；考慮復出，可以做幾單；復出，又可以做幾單！呢條橋，恆久不衰！」。可是，有關言論引起不少網民非議，有人批評有關言論是五十步笑百步。 
及後有網民把有關句子「重作」，變成「考慮蒙面，可以做幾單；脫罩，可以做幾單；考慮再笠罩，可以做幾單；再除罩，又可以做幾單！呢條橋，恆久不衰！」，疑似影射「龍小菌」。
在8月10日，邵子風表示已刪除有關言論，並公開在facebook就事件致歉。

### 龍小菌旺角遭辱罵
2013年12月21日，龍小菌聯同聾人青年協會及Beatboxer HeartGrey，於旺角行人專用區舉行一個由《FACE》雜誌的「FACE MagaLove」主辦的「聖誕愛佳音」活動。表演期間卻多次被3L樂隊騷擾，有人更大叫「聾人大晒呀？傷殘人士大晒呀？」，令表演多次被打斷，而龍小菌及聾協的黎姑娘更一度落淚。
聾人青年協會回應時表示，協會會員苦練數月，目的是為向外界宣揚傷健共融訊息，不希望不愉快事件發生。與協會發生口角的3L樂隊，晚上在其facebook專頁澄清，認為表演不能以聾人作擋箭牌，又指出旺角行人專用區，不在其他樂隊附近擺檔是自律，並指當時龍小菌的經理人邵子風出言侮辱在先，會保留法律追究權力。黎姑娘回應指，當晚可能出現言語上的衝突，但指與聾協會員無關，希望社會人士尊重傷健人士，能真正帶出傷健共融的訊息。
3L樂隊事後在facebook留言就事件致歉，然而卻得不到網民的原諒。

### 舉報朱主席
朱壽仁被揭發在2014年8月的龍小菌《生命的樂園》音樂劇舉行期間不請自來，公然走數，不支付門票費用。邵子風於facebook發文表達不滿後，多名受害者主動聯絡邵子風，要求為他們討回公道，邵子風邀請各受害人到自己於「謎米」主持的節目《娛樂後援會》作嘉賓，揭發朱主席多宗走數、非禮惡行。
及後，有線電視《今日觀點》邀請邵子風及朱壽仁在節目內對質，朱壽仁帶同助手蜥蜴仔及朱稱為「台灣粉絲團會長」Bella同來。怎料節目錄影完結後，Bella向邵子風透露曾被朱壽仁非禮，同時蜥蜴仔亦倒戈向邵子風求助，希望追回朱壽仁一直拖欠的$8500人工，朱壽仁為面子當場付$1000給蜥蜴仔讓記者拍照，餘額繼續有拖無還。同時邵子風陪同Bella一起往觀塘警署報警，警方受理被列作刑事案件 (編號：KT RN 14027813)。
事後朱壽仁曾經一直無故失蹤，被警方通緝，直到2014年9月10日，邵子風發現朱壽仁在一個名為「中文大學法律學院研究生會」組織舉行的活動當嘉賓，於是報警，最終朱壽仁被帶返中區警署助查。

### 刪去facebook學歷
2015年11月12日，在藝人蔡思貝被揭發在2013年曾於2個月內完成菲律賓比立勤國立大學的工商管理學士課程後，邵子風被發現刪去原本在自己facebook頁面上「2010年畢業於比立勤國立大學工商管理碩士」的學歷資料。

## 參與創作系列

### 音樂及專輯

#### 創作歌曲
| 發表年份 | 歌曲                               | 作詞           | 作曲   | 主唱           |
| -------- | ---------------------------------- | -------------- | ------ | -------------- |
| 2010年   | 《虎年行好運》                     | 邵子風、李尚正 | 燈神   | 邵子風、李尚正 |
| 2010年   | 《惡曬航空》                       | 梁栢堅         | 馮彥中 | 邵子風、李尚正 |
| 2010年   | 《NG》                             | 曰云           | 燈神   | 邵子風、李尚正 |
| 未發佈   | 《看著同一片天回憶一起翻牆的日子》 |                |        | 邵子風、李尚正 |

### 微電影
- 《街角 MEET YOU HERE》，2012年7月21日
- 《說好的在一起》，2014年5月25日
- 《我的轉珠女友》，2014年7月15日

### 網絡短片
- Goyeah《兩性之間》系列短片
- 【情人節專輯】潮州佬向潮州辣妹淨心BB示愛
- 特別的朗誦技巧
- 《香港生命》 撐警大聯盟主題曲 二次創作MV
- 《極品男女》系列短片

## 所獲獎項
1990年代：
- 一九九四至九五年香港學校戲劇節 中文戲劇－男演員優異獎

2014年：
- 香港TheatreSportsTM 即興競技劇場大賽 2014－戲劇競技大賽冠軍

2015年：
- 旭茉JESSICA Run 2015－3公里名人挑戰賽季軍

## 外部連結
- 邵子風的新浪微博
- 邵子風_互動百科 （页面存档备份，存于）

### 報刊報導
- 東方日報：Barbie姐掃漱口水洗臭名 （页面存档备份，存于），2011年1月27日
- 蘋果日報：龍小菌獲男友力捧 （页面存档备份，存于），2012年7月26日
- 蘋果日報：為保真身　男友激動擋記者 龍小菌忍者走難 （页面存档备份，存于），2012年7月31日
- 蘋果日報：邵子風護菌掀罵戰 （页面存档备份，存于），2012年8月19日